# Kaštelir
Kaštelir (en italien : Castellier) est une localité de Croatie située en Istrie, dans la municipalité de Kaštelir-Labinci, dans le comitat d'Istrie. En 2001, la localité comptait 283 habitants.
Kaštelir est le centre administratif de la municipalité de Kaštelir-Labinci.

## Démographie
| 1948 | 1953 | 1961 | 1971 | 1981 | 1991 | 2001 |
| ---- | ---- | ---- | ---- | ---- | ---- | ---- |
| 434  | 370  | 324  | 268  | 300  | 295  | 283  |